# 李昇燁
李 昇燁（い・すんよぷ）は日本の朝鮮近現代史研究者。大韓民国出身。佛教大学歴史学部教授。博士（文学）。
専門分野は朝鮮近現代史、日本帝国／植民地史で、植民地朝鮮における日本人社会・帝国／植民地をめぐる政治構造・植民地統治下における旧韓国皇帝一族（李王家）を研究課題としている。

## 略歴
- 京都大学大学院文学研究科博士後期課程修了
- 京都大学人文科学研究所・助教
- ハーバード・イェンチン研究所・客員研究員

## 主な著書・論文
- 『倉富勇三郎日記』（共著）（倉富勇三郎文書研究会編、国書刊行会、2010年11月）
- 「李太王（高宗）毒殺説の検討」（『二十世紀研究』第10号、二十世紀研究編集委員会、2009年12月）
- 「『顔が変る』- 朝鮮植民地支配と民族識別」（『人種の表象とリアリティ』竹沢泰子編、岩波書店、2009年5月）
- 「外務省における『外地人』官僚―朝鮮人副領事特別任用制度を中心に」（『日本の朝鮮・台湾支配と植民地官僚』松田利彦・やまだあつし編、思文閣出版、2009年3月）
- 「三・一運動期における朝鮮在住日本人社会の対応と動向」（『人文学報』第92号、京都大学人文科学研究所、2005年3月）